# Christian Nathanael von Osiander
Christian Nathanael Osiander, ab 1834 von Osiander, (* 15. Januar 1781 in Kohlberg; † 13. April 1855 in Ulm) war ein deutscher Theologe.

## Beruf
Osiander wurde am 15. November 1798 an der Universität Tübingen immatrikuliert. Den Grad eines Bakkalaureus erhielt er am 1. Dezember 1798. In diesem Jahr wurde er auch Stipendiat am Tübinger Stift. Seine Graduierung zum Magister der Philosophie erfolgte am 25. September 1800 ebenfalls in Tübingen. Dort wurde er 1802 Schlossprediger und 1805 Repetent am Tübinger Stift. 1803 bis 1805 war er Vikar an der Hospitalkirche in Stuttgart. Von 1808 bis 1842 wirkte er als Professor am oberen Gymnasium in Stuttgart. 1842 wurde er Prälat und Generalsuperintendent in Ulm.  Am 22. April 1851 trat er in den Ruhestand.

## Politik
Die Generalsuperintendenten der evangelischen Landeskirche waren Kraft Amtes privilegierte Mitglieder der Zweiten Kammer des württembergischen Landtags. Christian Nathanael von Osiander trat nach seiner Ernennung in Ulm deshalb auch 1843 in den Landtag ein. Er übte das Amt bis 1849 aus.

## Familie
Christian Nathanael Osiander war der älteste Sohn des Pfarrers Johann Adam Osiander (1747–1813) und der Philippine Heinrike Wilhelmine Osiander geb. Kapff (1753–1823) und hatte zwölf Geschwister. 1804 heiratete er Elisabeth Friederike Rosina Mohr (1779–1854), mit ihr hatte er zwei Kinder.

## Ehrung
1834 wurde ihm das Ritterkreuz des Ordens der Württembergischen Krone verliehen, welcher mit dem persönlichen Adelstitel (Nobilitierung) verbunden war.

## Werke (Auswahl)
- Thucydides Geschichte des Peloponnesischen Kriegs. Stuttgart 1827–1829 (Digitalisat von Band 1).
- Herodian’s Geschichte des Kaiserthums seit dem Tode des Markus. Stuttgart 1830.
- Des Kaisers Julianus Caesaren. Stuttgart 1856.
- Griechische Dichter in neuen metrischen Übersetzungen. Ulm.
- Römische Dichter in neuen metrischen Übersetzungen. Ulm.